# باشگاه فوتبال متالورگ قدم‌جای
باشگاه فوتبال متالورگ قدم‌جای یک باشگاه فوتبال قرقیزستانی از قدم‌جای است. آنها یک قهرمانی ملی در سال ۱۹۹۶ کسب کرده‌اند.